# Heinrich Freiherr von Berenberg-Gossler

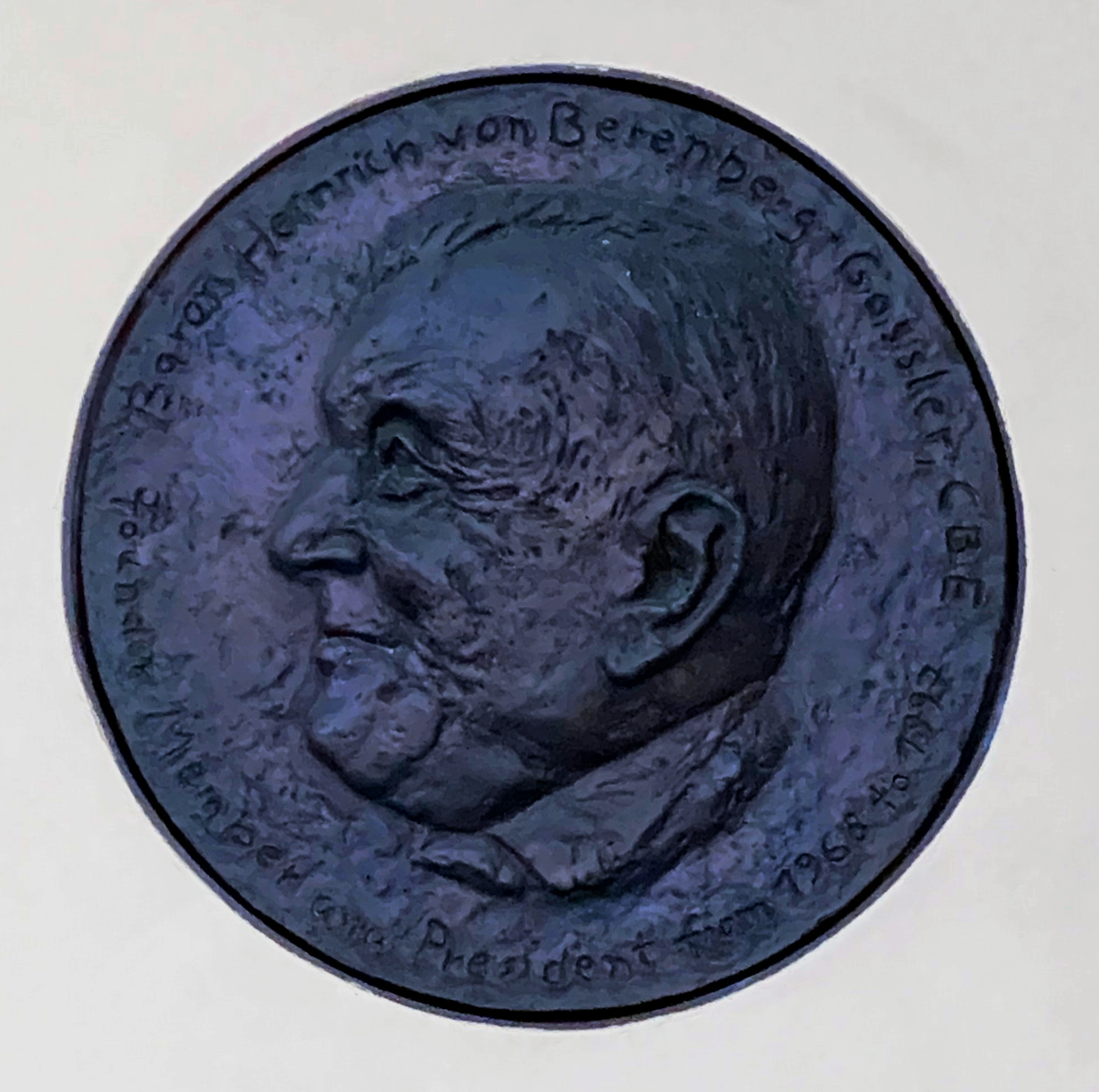
Plakette von Heinrich von Berenberg-Gossler am Haupteingang des Anglo-German Clubs in Hamburg

Cornelius Johann Heinrich Hellmuth Freiherr von Berenberg-Gossler, Rufname Heinrich, (* 9. November 1909; † 17. Mai 1997) war ein deutscher Bankier, Mitglied der Hanseatischen Bankendynastie Berenberg-Gossler, sowie Eigentümer und Leiter der Berenberg Bank in Hamburg.

## Werdegang
Heinrich Freiherr von Berenberg-Gossler war der Sohn des Cornelius Freiherr von Berenberg-Gossler und der Nadia, geb. Oesterreich (1887–1962), und der Neffe des Senators und Botschafters John von Berenberg-Gossler. Seine Geschwister waren Clara Nadia, verheiratete von Specht (1899–1977), Cornelius Johann Constantin (Rufname Johann, 1901–1942), Cornelia Nadia Julie (1905–1992), Cornelius Paul Hellmuth (Rufname Hellmuth, 1911–1988) und Nadia (1916–2005).
Nach dem Abitur lernte er in Hamburg und in München Bankkaufmann. In den 1930er Jahren arbeitete er für die Bank of London and South America in Buenos Aires. Vorübergehend übernahm er Mitte der dreißiger Jahre Aufgaben bei der Reichskreditbank AG, Berlin.
Von 1935 bis 1979 war er persönlich haftender Gesellschafter des Bankhauses Joh. Berenberg, Gossler & Co, die – laut einem Abendblatt-Bericht von 1930 bis 1948 nicht als Bank aktive, sondern Holding-Funktionen wahrnahm.
Bis 1997 war er Vorstandsvorsitzender der Bank, ab 1979 Vorsitzender des Verwaltungsrates der Bank.
Er bekleidet eine Fülle von Aufsichtsrats- und Ehrenämtern, darunter Generalkonsul von Monaco, Governor des 149. Distrikts der Rotarier, Präsident des Anglo-German Club, Vorstand der Hanseatischen Wertpapierbörse Hamburg, Vorsitzender des Beirats der Ilseder Hütte.

## Privates
Er war verheiratet. Ein Sohn ist Heinrich von Berenberg (* 1950), Gründer des Berenberg Verlags in Berlin.

## Auszeichnungen
1975 wurde ihm der Verdienstorden der Bundesrepublik Deutschland verliehen, „für seine ehrenamtlichen Leistungen auf wirtschaftlichem, kulturellem und sozialem Gebiet“.